# Sinar Baru (Sukoharjo)
Sinar Baru is een bestuurslaag in het regentschap Pringsewu van de provincie Lampung, Indonesië. Sinar Baru telt 3200 inwoners (volkstelling 2010).